# گوری، نیو ساوت ولز
گوری (به انگلیسی: Geurie) یک شهرک در استرالیا است که در نیو ساوت ولز واقع شده‌است.